# San Cristobo
San Cristobo (hiszp. San Cristóbal) – miejscowość w Hiszpanii i parafia w Asturii w gminie Villanueva de Oscos.
Według danych INE z 2012 roku, liczba ludności wynosiła 14. Powierzchnia parafii to 21,68 km². Inne miejscowości wchodzące w skład San Cristobo to: A Bovia, Busdemouros, El Busquete, Moureye i A Sela de Murias.